# Фонер, Эрик
Эрик Фонер (англ. Eric Foner; род. 7 февраля 1943, Нью-Йорк) — американский историк, специалист по американской гражданской войне, периоду реконструкции, рабству, Америке в XIX веке. Доктор философии (1969), эмерит-профессор Колумбийского университета.
Член Американского философского общества (2018), членкор Британской академии (1996).
Лауреат Пулитцеровской премии 2011 года. Президент Американской исторической ассоциации (2000).

## Биография
Его отец Джек и дядя Филип Фонеры также были известными историками, занимавшимися афроамериканской и трудовой историей (и состоявшими в Коммунистической партии). Эрик вырос в нью-йоркском Лонг-Бич.
Окончил Колумбийский университет (бакалавр истории summa cum laude, 1963), где среди его преподавателей были Джеймс Рейнуотер, впоследствии нобелевский лауреат по физике, и философ Сидни Моргенбессер. В 1965 году получил степень бакалавра с отличием в оксфордском Ориел-колледж. Степень доктора философии получил в 1969 году в Колумбийском университете — под началом Ричарда Хофстедтера и Эрика Маккитрика, его диссертация была опубликована на следующий год под названием «Free Soil, Free Labor, Free Men: The Ideology of the Republican Party Before the Civil War»; до 1973 года преподавал там же как ассистент-профессор. Ныне там же эмерит-именной профессор (DeWitt Clinton Professor) истории (он возвратился туда на кафедру истории в 1982 году); в этой именной должности, которую он занял в 1988 году, он стал преемником Ричарда Хофстедтера. Член Американской академии искусств и наук (1989).
В 2006 году президент Society of American Historians, в 2000 году — Американской исторической ассоциации, в 1993—1994 годах — Организации американских историков. Множество раз появлялся в СМИ, в теле- и радиопередачах, публиковался на страницах The New York Times, The Washington Post, Los Angeles Times, London Review of Books и других изданий. Состоял в редколлегии The Nation.
Автор и редактор 24 книг, переводившихся на китайский, итальянский, японский, испанский и другие языки.
В 1965—1977 годах был женат на Наоми Акс. В 1980 году женился на Линн Гарафоле, с которой у него есть дочь Дарья. Проживают они с женой на 116-й улице в Манхэттене.

## Награды и отличия
- Great Teacher Award, Society of Columbia Graduates (1991)
- Scholar of the Year, New York Council for the Humanities[англ.] (1995)
- Silver Gavel Award, Американская ассоциация юристов (2005)
- Kidger Award for Excellence in Teaching and Scholarship, New England History Teachers' Association[англ.] (2006)
- Presidential Award for Outstanding Teaching Колумбийского университета (2006)
- John Jay Award for Distinguished Professional Achievement, Columbia College[англ.] Alumni Association (2007)
- Пулитцеровская премия 2011 года
- Bancroft Prize[англ.] (2011)
- Lincoln Prize[англ.] (2011)
- Золотая медаль, National Institute of Social Sciences (2014)
- Everyday Hero of Freedom Award, National Underground Railroad Freedom Center in Cincinnati (2015)
- Alexander Hamilton Medal, высшее отличие Columbia College Alumni Association (2016)[4]

Удостоен почётных степеней от Лондонского университета королевы Марии, Университета штата Нью-Йорк, Дартмутского колледжа, Принстона (Doctor of Humane Letters, 2016) и др.

## Книги
- Free Soil, Free Labor, Free Men: The Ideology of the Republican Party Before the Civil War (1970)
- Tom Paine and Revolutionary America (1976)
- Nothing But Freedom: Emancipation and Its Legacy (1983)
- Reconstruction: America’s Unfinished Revolution, 1863—1877 (1988) — удостоена, среди прочих наград, Bancroft Prize[англ.], Parkman Prize[англ.], Los Angeles Times Book Award
- The Story of American Freedom (1998)
- Who Owns History? Rethinking the Past in a Changing World (2002)
- Battles for Freedom: The Use and Abuse of American History (2017)